# IC 608
IC 608 је спирална галаксија у сазвјежђу Секстант која се налази на листи објеката дубоког неба у Индекс каталогу.
Деклинација објекта је - 6° 2' 22" а ректасцензија 10h 24m 21,0s. Привидна величина (магнитуда) објекта IC 608 износи 14,3 а фотографска магнитуда 15,2. IC 608 је још познат и под ознакама MCG -1-27-8, PGC 30500.